# Língua de gelo Erebus

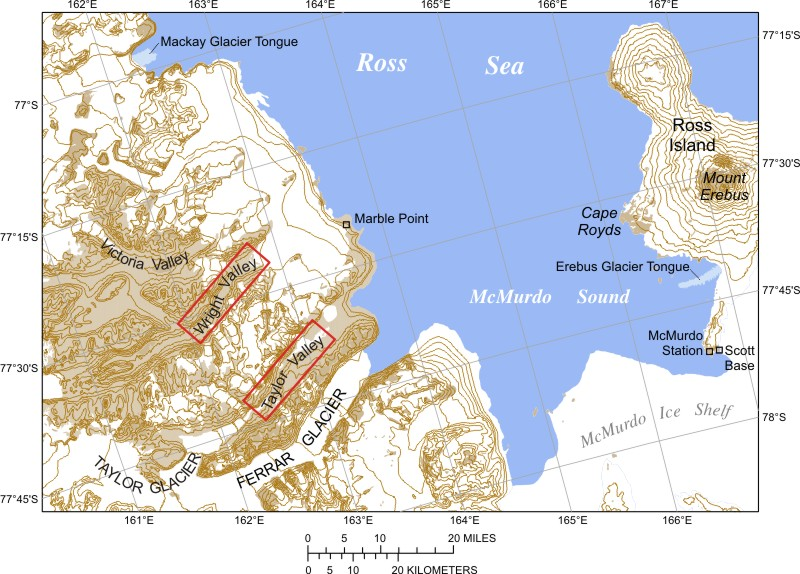
A língua de gelo Erebus estende-se pelo estreito de McMurdo a partir da ilha de Ross entre o cabo Royds e a Estação McMurdo.

A língua de gelo Erebus ou língua de gelo Érebo, é a extensão de gelo do glaciar Erebus, em direcção ao mar, a partir da ilha de Ross. Penetra cerca de 11 km no estreito de McMurdo desde a costa da ilha de Ross perto do cabo Evans, na Antárctida. A língua do glaciar varia em largura indo dos 50 m até aos 300 m, junto da costa. Foram os membros da Expedição Discovery, liderada por Robert Falcon Scott (1901–1904) que lhe deram o seu nome e a cartografaram.
A língua de gelo tem cerca de 10 m de altura e está situada a 77,6 graus de latitude sul e 166,75 de longitude leste.